# David Khan
David Khan (sinh năm 1974/1975) là một chính khách người Canada, hiện là lãnh đạo của Đảng Tự do Alberta. Trước khi ra tranh cử lãnh đạo, Khan từng giữ chức phó chủ tịch điều hành của đảng. Ông được bầu làm lãnh đạo vào ngày 4 tháng 6 năm 2017.

## Vị trí chính trị
Khan không hỗ trợ hợp tác với Đảng Alberta, nhưng không hỗ trợ củng cố mối quan hệ chặt chẽ hơn với Đảng Tự do Canada. Nền tảng lãnh đạo của Khan bao gồm một dự án thí điểm thu nhập cơ bản, loại bỏ thuế doanh nghiệp nhỏ, đại diện theo tỷ lệ cho Cơ quan lập pháp, bỏ phiếu miễn phí nhiều hơn cho MLAs, đưa các trường tư vào hệ thống công cộng và thiết lập dược phẩm phổ quát cho những người dưới 24 tuổi.

## Đời tư
Sinh ra ở Calgary, Cha của Khan là một người nhập cư đến Canada từ Pakistan trong khi mẹ ông là người Anh. Về chuyên môn, Khan là một luật sư thực hành luật bản địa. Ông là nhà lãnh đạo đồng tính công khai đầu tiên của một đảng chính trị lớn ở Alberta.